# The ABCs of Book Banning
The ABCs of Book Banning is Amerikaanse korte documentaire uit 2023. De film werd geproduceerd en geregisseerd door Sheila Nevins, het hoofd van de documentaire-divisie van MTV. De documentaire volgt scholen in de staat Florida waar boeken worden verbannen uit de schoolbibliotheek.

## Release en ontvangst
De film ging op 30 september 2023 in première op het filmfestival van Woodstock. De film werd uitgebracht op de streamingdienst Paramount+. In 2024 ontving hij een Oscarnominatie voor Beste korte documentaire.

## Prijzen en nominaties
De belangrijkste:
| Jaar | Prijs          | Categorie                | Genomineerde(n)          | Uitslag     |
| ---- | -------------- | ------------------------ | ------------------------ | ----------- |
| 2024 | Academy Awards | Beste korte documentaire | Beste korte documentaire | Genomineerd |